# Echeandia herrerae
Echeandia herrerae là một loài thực vật có hoa trong họ Măng tây. Loài này được (Killip) Cruden mô tả khoa học đầu tiên năm 2009.